# Джон Бел Едвардс
Джон Бел Едвардс (англ. John Bel Edwards; нар. 16 вересня 1966, Ейміт, Луїзіана) — американський політик-демократ. Він переміг сенатора США Девіда Віттера на виборах губернатора Луїзіани 21 листопада 2015.
У 1988 р. закінчив Військову академію США, а в 1999 р. здобув ступінь доктора права в Університеті штату Луїзіана. Едвардс служив вісім років у армії США, після чого займався юридичною практикою. З 2007 р. він був членом Палати представників Луїзіани і з 2012 р. — лідером її меншості.